# Muthasandra, Dod Ballapur
Muthasandra là một làng thuộc tehsil Dod Ballapur, huyện Bangalore Rural, bang Karnataka, Ấn Độ.